# Medalla Nacional de la Ciència
La Medalla Nacional de Ciència dels Estats Units (en anglès "National Medal of Science") és un premi atorgat pel president nord-americà a persones que han fet importants contribucions en l'avanç de la ciència o l'enginyeria. Els premis es lliuren en sis camps, ciències socials i de la conducta, biologia, química, enginyeria, matemàtiques i ciències físiques. El Comitè de la Medalla Nacional de Ciència, està sota la Fundació Nacional de Ciència (en anglès National Science Foundation, NSF) que és responsable de recomanar els candidats al president.

## Ciències socials i de la conducta
- 1964	Roger Adams, Othmar H. Ammann, Theodosius Dobzhansky, Charles S. Draper, Solomon Lefschetz, Neal Elgar Miller, Marston Morse, Marshall W. Nirenberg
- 1986	Herbert A. Simon
- 1987	Anne Anastasi, George J. Stigler
- 1988	Milton Friedman
- 1989	Roger Wolcott Sperry
- 1990	Leonid Hurwicz, Patrick Suppes
- 1991	Robert Kates, George A. Miller
- 1992	Eleanor J. Gibson
- 1994	Robert K. Merton
- 1995	Roger N. Shepard
- 1996	Paul A. Samuelson
- 1997	William K. Estes
- 1998	William Julius Wilson
- 1999	Robert M. Solow
- 2000	Gary S. Becker
- 2001	George F. Bass
- 2003 R. Duncan Llueix
- 2004 Kenneth Arrow
- 2005 Gordon H. Bower
- 2008 Michael I. Posner
- 2009 Mortimer Mishkin
- 2011 Anne Treisman
- 2012 Robert Axelrod
- 2014 Albert Bandura

## Ciències biològiques
- 1963	Cornelius van Niel
- 1965	Francis Peyton Rous, George G. Simpson, Donald D. Van Slyke
- 1966	Edward F. Knipling, Fritz Albert Lipmann, William C. Rose, Sewall Wright
- 1967	Kenneth S. Col·le, Harry F. Harlow, Michael Heidelberger, Alfred Sturtevant
- 1968	H. A. Barker, Bernard B. Brodie, Detlev W. Bronk, Jay Lush, Burrhus Frederic Skinner
- 1969	Robert J. Huebner, Ernst Mayr
- 1970	Barbara McClintock, Albert Sabin
- 1973	Daniel I. Arnon, Earl W. Sutherland, Jr.
- 1974	Britton Chance, Erwin Chargaff, James Van Gundia Neel, James Augustine Shannon
- 1975	Hallowell Davis, Paul Gyorgy, Sterling Brown Hendricks, Orville Vogel
- 1976	Roger C.L. Guillemin, Keith Roberts Porter, Efraim Racker, I. O. Wilson
- 1979	Robert H. Burris, Elizabeth C. Crosby, Arthur Kornberg, Sever Ochoa, Earl Reece Stadtman, George Ledyard Stebbins, Paul A. Weiss
- 1981	Philip Handler
- 1982	Seymour Benzer, Glenn W. Burton, Mildred Cohn
- 1983	Howard L. Bachrach, Paul Berg, Wendell L. Roelofs, Berta Scharrer
- 1986	Stanley Cohen, Donald A. Henderson, Vernon Mountcastle, George Emil Palade, Joan A. Steitz
- 1987	Michael I. Debakey, Theodor O. Diener, Harry Eagle, Har Gobind Khorana, Rita Levi-Montalcini
- 1988	Michael S. Brown, Stanley N. Cohen, Joseph L. Goldstein, Maurice Hilleman, Eric R. Kandel, Rosalyn S. Yalow
- 1989	Katherine Esau, Viktor Hamburger, Philip Leder, Joshua Lederberg, Harland G. Wood
- 1990	Baruj Benacerraf, Herbert W. Boyer, Daniel I. Koshland, Jr., Edward B. Lewis, David G. Nathan, I. Donnall Thomas
- 1991	Mary Ellen Avery, G. Evelyn Hutchinson, Elvin A. Kabat, Salvador Edward Luria, Paul A. Marks, Folke K Skoog, Paul C. Zamecnik
- 1992	Maxine Singer, Howard M. Temin
- 1993	Daniel Nathans, Salome G. Waelsch
- 1994	Thomas Eisner, Elizabeth F. Neufeld
- 1995	Alexander Rich
- 1996	Ruth Patrick
- 1997	James D. Watson, Robert A. Weinberg
- 1998	Bruce Ames, Janet Rowley
- 1999	David Baltimore, Jared Diamond, Lynn Margulis
- 2000	Nancy C. Andreasen, Peter H. Raven, Carl Woese
- 2001	Francisco J. Ayala, Mario R. Capecchi, Ann M. Graybiel, Gene I. Likens, Victor A. McKusick, Harold Varmus
- 2002	James I. Darnell, Evelyn M. Witkin
- 2003 J. Michael Bishop, Solomon H. Snyder, Charles Yanofsky
- 2004 Norman Foster Ramsey, Phillip Allen Sharp, Thomas Starzl
- 2005 Anthony Fauci, Torsten N. Wiesel
- 2006 Rita R. Colwell, Nina Fedoroff, Lubert Stryer
- 2007 Robert J. Lefkowitz, Bert W. O'Malley
- 2008 Francis S. Collins, Elaine Fuchs, J. Craig Venter
- 2009 Susan L. Lindquist, Stanley B. Prusiner
- 2010 Ralph L. Brinster, Rudolf Jaenisch
- 2011 Lucy Shapiro, Leroy Hood, Sallie Chisholm
- 2012 May Berenbaum, Bruce Alberts
- 2013 Rakesh K. Jain
- 2014 Stanley Falkow, Mary-Claire King, Simon Levin

## Química
- 1982	F. Albert Cotton, Gilbert Stork
- 1983	Roald Hoffmann, George C. Pimentel, Richard N. Zare
- 1986	Harry Gray, Yuan Tseh Lee, Carl S. Marvel, Frank H. Westheimer
- 1987	William Summer Johnson, Walter H. Stockmayer, Max Tishler
- 1988	William O. Baker, Konrad I. Bloch, Elias J. Corey
- 1989	Richard B. Bernstein, Melvin Calvin, Rudolph Marcus, Harden M. McConnell
- 1990	Elkan Blout, Karl Folkers, John D. Roberts
- 1991	Ronald Breslow, Gertrude B. Elion, Dudley R. Herschbach, Glenn T. Seaborg
- 1992	Howard I. Simmons, Jr.
- 1993	Donald J. Cram, Norman Hackerman
- 1994	George S. Hammond
- 1995	Thomas Cech, Isabella L. Karle
- 1996	Norman Davidson
- 1997	Darleane C. Hoffman, Harold S. Johnston
- 1998	John W. Cahn, George M. Whitesides
- 1999	Stuart A. Rice, John Ross, Susan Solomon
- 2000	John D. Baldeschwieler, Ralph F. Hirschmann
- 2001	Ernest R. Davidson, Gabor A. Somorjai
- 2002	John I. Brauman
- 2004 Stephen J. Lippard
- 2006 Marvin H. Caruthers, Peter B. Dervan, Robert S. Langer
- 2007 Mostafa A. El-Sayed
- 2008 Joanna S. Fowler, JoAnne Stubbe
- 2009 Stephen J. Benkovic, Marye Anne Fox
- 2010 Jacqueline K. Barton, Peter J. Stang
- 2011 Allen J. Bard, M. Frederick Hawthorne
- 2012 Judith P. Klinman, Jerrold Meinwald
- 2013 Geraldine Richmond
- 2014 A. Paul Alivisatos

## Ciències de l'enginyeria
- 1962	Theodore von Kármán
- 1963	Vannevar Bush, John Robinson Pierce
- 1965	Hugh L. Dryden, Clarence L. Johnson, Warren K. Lewis
- 1966	Claude I. Shannon
- 1967	Edwin H. Land, Igor I. Sikorsky
- 1968	J. Presper Eckert, Nathan M. Newmark
- 1969	Jack St. Clair Kilby
- 1970	George I. Mueller
- 1973	Harold I. Edgerton, Richard T. Whitcomb
- 1974	Rudolf Kompfner, Ralph Brazelton Peck, Abel Wolman
- 1975	Manson Benedict, William Hayward Pickering, Frederick I. Terman, Wernher Von Braun
- 1976	Morris Cohen, Peter C. Goldmark, Erwin Wilhelm Müller
- 1979	Emmett Leith, Raymond D. Mindlin, Robert N. Noyce, Earl R. Parker, Simon Ram
- 1982	Edward H. Heinemann, Donald L. Katz
- 1983	William R. Hewlett, George M. Low, John G. Trump
- 1986	Hans Wolfgang Liepmann, T. I. Lin, Bernard M. Oliver
- 1987	Robert B. Bird, H. Bolton Seed, Ernst Weber
- 1988	Daniel C. Drucker, Willis M. Hawkins, George W. Housner
- 1989	Harry George Drickamer, Herbert I. Grier
- 1990	Mildred S. Dresselhaus, Nick Holonyak Jr.
- 1991	George Heilmeier, Lluna B. Leopold, H. Guyford Stever
- 1992	Calvin F. Quate, John Roy Whinnery
- 1993	Alfred I. Cho
- 1994	Ray W. Clough
- 1995	Hermann A. Haus
- 1996	James L. Flanagan, C. Kumar N. Patel
- 1998	Eli Ruckenstein
- 1999	Kenneth N. Stevens
- 2000	Yuan-Cheng B. Fung
- 2001	Andreas Acrivos
- 2002	Leo Beranek
- 2003 John M. Prausnitz
- 2004 Edwin N. Lightfoot
- 2005 Jan D. Achenbach, Tobin J. Marks
- 2007 David J. Wineland
- 2008 Rudolf Kalman
- 2009 Amnon Yariv
- 2010 Shu Chien
- 2011 John Goodenough
- 2012 Thomas Kailath

## Ciències de la computació i matemàtiques
- 1963	Norbert Wiener
- 1965	Oscar Zariski
- 1966	John Milnor
- 1967	Paul Cohen
- 1968	Jerzy Neyman
- 1969	William Feller
- 1970	Richard Brauer
- 1973	John Tukey
- 1974	Kurt Gödel
- 1975	John W. Backus, Shiing-Shen Chern, George Dantzig
- 1976	Kurt Friedrichs, Hassler Whitney
- 1979	Joseph L. Doob, Donald I. Knuth
- 1982	Marshall Harvey Stone
- 1983	Herman Goldstine, Isadore Singer
- 1986	Peter Lax, Antoni Zygmund
- 1987	Raoul Bott, Michael Freedman
- 1988	Ralph I. Gomory, Joseph Keller
- 1989	Samuel Karlin, Saunders Mac Lane, Donald C. Spencer
- 1990	George Carrier, Stephen Col·le Kleene, John McCarthy
- 1991	Alberto Calderón
- 1992	Allen Newell
- 1993	Martin Kruskal
- 1994	John Cocke
- 1995	Louis Nirenberg
- 1996	Richard M. Karp, Stephen Smale
- 1997	Shing-Tung Yau
- 1998	Cathleen Synge Morawetz
- 1999	Felix Browder, Ronald R. Coifman
- 2000	John Griggs Thompson, Karen K. Uhlenbeck
- 2001	Calyampudi R. Rao, Elias Stein
- 2002	James Glimm
- 2003 Carl R. de Boor
- 2004 Dennis P. Sullivan
- 2005 Bradley Efron
- 2006 Hyman Bass
- 2007 Leonard Kleinrock, Andrew J. Viterbi
- 2009 David B. Mumford
- 2010 Richard A. Tàpia, Srinivasa S.R. Varadhan
- 2011 Solomon Golomb, Barry Mazur
- 2012 Alexandre Chorin, David Blackwell (a títol pòstum)
- 2013 Michael Artin

## Ciències físiques
- 1963	Luis W. Alvarez
- 1964	Julian Schwinger, Harold Clayton Urey, Robert Burns Woodward
- 1965	John Bardeen, Peter Debye, Leon Max Lederman, William Rubey
- 1966	Jacob Bjerknes, Subrahmanyan Chandrasekhar, Henry Eyring, John H. Van Vleck, Vladimir K. Zworykin
- 1967	Jesse Beams, Francis Birch, Gregory Breit, Louis Hammett, George Kistiakowsky
- 1968	Paul Bartlett, Herbert Friedman, Lars Onsager, Eugene Wigner
- 1969	Herbert C. Brown, Wolfgang Panofsky
- 1970	Robert H. Dicke, Allan R. Sandage, John C. Slater, John A. Wheeler, Saul Winstein
- 1973	Carl Djerassi, Maurice Ewing, Arie Jan Haagen-Smit, Vladimir Haensel, Frederick Seitz, Robert Rathbun Wilson
- 1974	Nicolaas Bloembergen, Paul Flory, William Alfred Fowler, Linus Carl Pauling, Kenneth Sanborn Pitzer
- 1975	Hans A. Bethe, Joseph Hirschfelder, Lewis Sarett, I. Bright Wilson, Chien-Shiung Wu
- 1976	Samuel Goudsmit, Herbert S. Gutowsky, Frederick Rossini, Verner Suomi, Henry Taube, George Uhlenbeck
- 1979	Richard P. Feynman, Herman Mark, Edward M. Purcell, John Sinfelt, Lyman Spitzer, Victor F. Weisskopf
- 1982	Philip W. Anderson, Yoichiro Nambu, Edward Teller, Charles H. Townes
- 1983	I. Margaret Burbidge, Maurice Goldhaber, Helmut Landsberg, Walter Munk, Frederick Regnis, Bruno B. Rossi, J. Robert Schrieffer
- 1986	Solomon Buchsbaum, Horace Crane, Herman Feshbach, Robert Hofstadter, Chen Ning Yang
- 1987	Philip Abelson, Walter Elsasser, Paul C. Lauterbur, George Pake, James A. Van Allen
- 1988	D. Allan Bromley, Paul (Ching-Wu) Chu, Walter Kohn, Norman F. Ramsey, Jack Steinberger
- 1989	Arnold O. Beckman, Eugene Parker, Robert Sharp, Henry Stommel
- 1990	Allan M. Cormack, Edwin M. McMillan, Robert Pound, Roger Revelle
- 1991	Arthur L. Schawlow, Ed Stone, Steven Weinberg
- 1992	Eugene Shoemaker
- 1993	Val Fitch, Vera Rubin
- 1994	Albert Overhauser, Frank Press
- 1995	Hans Dehmelt, Peter Goldreich
- 1996	Wallace S. Broecker
- 1997	Marshall Rosenbluth, Martin Schwarzschild, George Wetherill
- 1998	Do L. Anderson, John Bahcall
- 1999	James Cronin, Leo Kadanoff
- 2000	Willis Eugene Lamb, Jeremiah P. Ostriker, Gilbert F. White
- 2001	Marvin L. Cohen, Raymond Davis Jr., Charles Keeling
- 2002	Richard Garwin, W. Jason Morgan, Edward Witten
- 2003 G. Brent Dalrymple, Riccardo Giacconi
- 2004 Robert N. Clayton
- 2005 Ralph A. Alpher, Lonnie Thompson
- 2006 Daniel Kleppner
- 2007 Fay Ajzenberg-Selove, Charles P. Slichter
- 2008 Berni Alder, James I. Gunn
- 2009 Yakir Aharonov, Esther M. Conwell, Warren M. Washington
- 2011 Sidney Drell, Sandra Faber, Sylvester James Gates
- 2012 Burton Richter, Sean C. Solomon
- 2014 Shirley Ann Jackson